# Pompes funèbres publiques de Genève

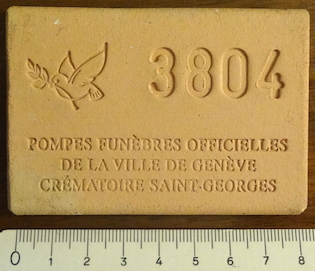
Cremation-IdentificationTag-Geneva

Les pompes funèbres publiques de Genève sont un service public chargé de l'organisation des funérailles, créé par la ville de Genève le 1er mai 1866. Ce service comprend la prise en charge du convoi funéraire, la cérémonie des obsèques et l'enterrement ou la crémation. D'abord payant, le service devient gratuit pour les personnes habitant la ville de Genève, et comprend la fourniture d'un cercueil en peuplier (et d'une urne funéraire en cas de crémation), selon les modalités de cérémonie choisies par les proches de la personne défunte,.

## Histoire

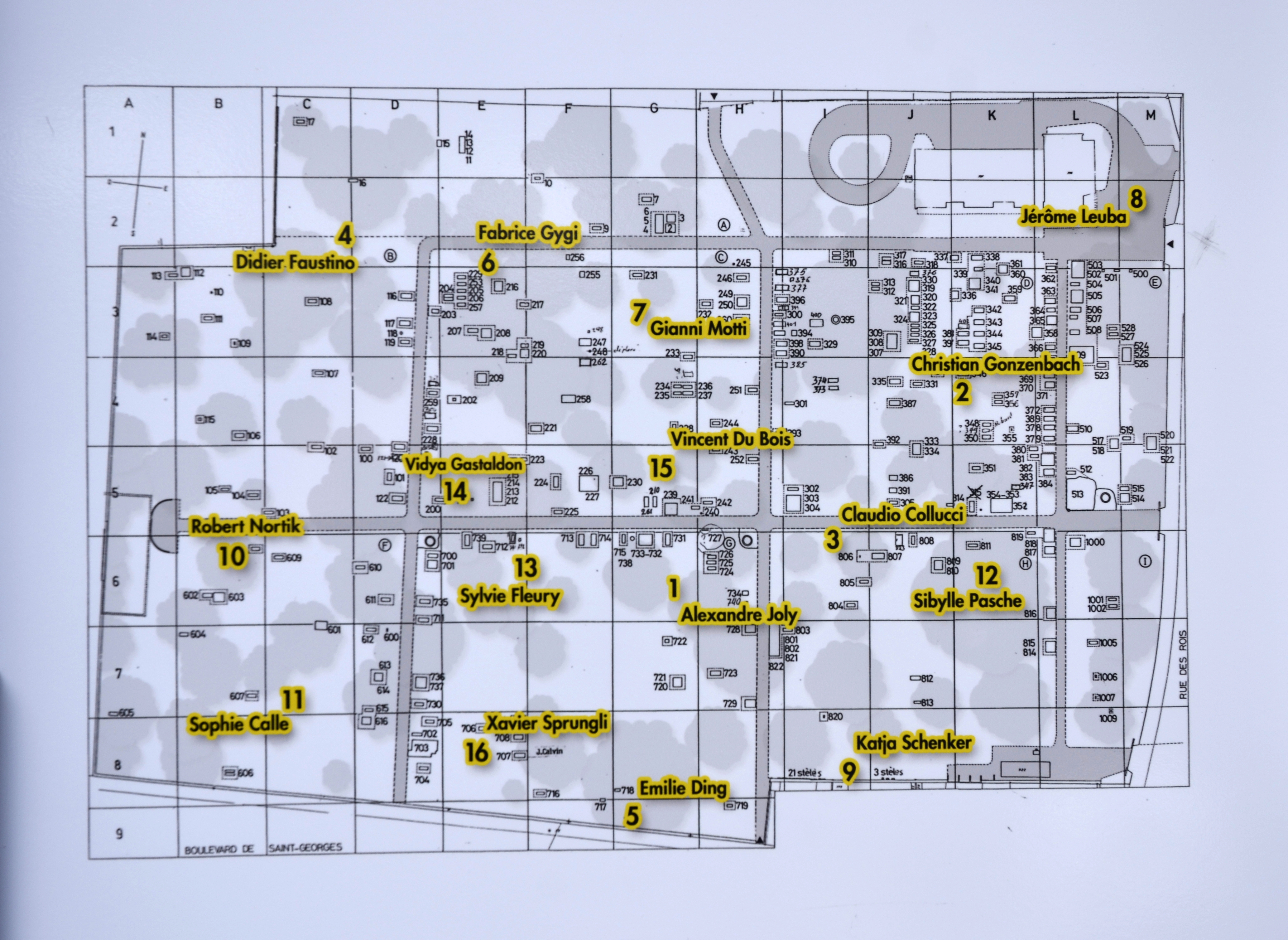
Plan du cimetière des Rois, Genève

Les enterrements se font depuis la Réforme au cimetière de Plainpalais, qui devient plus tard le cimetière des Rois. Ce dernier appartient à l'Hôpital général, et accueille sur son territoire un hôpital pour pestiférés de 1487 au XVIIIe siècle. En 1821, un cimetière catholique est créé en annexe à la suite du remodèlement territorial du canton de Genève. Celui-ci se remplit rapidement, et pour pallier le manque de place, un nouveau cimetière est créé à Châtelaine en 1854 (dit cimetière du Lazaret). En 1864 la Ville de Genève devient entièrement propriétaire du cimetière de Plainpalais.    
Jusqu'en 1866, la gestion des cimetières et des obsèques est sous la direction du Département de Justice et Police du Canton, mais l'organisation pratique est confiée au secteur privés. De nombreux abus sont constatés dans l'organisation des convois funéraires.  

### Naissance du service des convois funèbres public
Le 19 janvier 1866, le conseil d'État exige par un arrêté à la suite de ces abus constatés que la ville se charge des convois funèbres. Le service est créé sur la demande du Conseil administratif de Genève datant du 13 mars 1866, après un rapport d'Amédée Lullin faisant état de préoccupations au sujet de l'enterrement des plus pauvres,.  
James Fazy inaugure  en 1846 de grands changements dans les modalités  de soutien public aux populations les plus démunies. L'État prend le relais de la charité chrétienne. C'est dans ce prolongement que naît le service de pompes funèbres publiques de la ville de Genève, afin que les familles pauvres ne pouvant faire face aux prix d'un enterrement puisse offrir une sépulture aux membres décédés de leur famille. Il s'agit d'une part d'offrir des obsèques à un prix modéré et contrôlé par l'État, d'autre part de mettre en place des mesures d'hygiène publique pour les ensevelissements. Le service devient totalement gratuit en 1876,, et cohabite avec l'organisation de convois funèbres par le secteur privé.  
En 1910, 51 % des convois sont organisés par des entreprises privées, mais dès 1930 la prise en charge publique dépasse celle du secteur privé, pour se fixer à hauteur de 67 % dès les années 1990, rapport qui demeure stable par la suite. Quatre entreprises privées sont alors actives dans le secteur des pompes funèbres.

### Répartition confessionnelle
Le Cimetière des rois est d'abord exclusivement protestant, puis une annexe catholique y est créée. Les personnes de confessions juives sont enterrées au cimetière juif de Carouge, créé en 1788 alors que Carouge dépend du royaume de Sardaigne.  

#### Loi cantonale de 1876

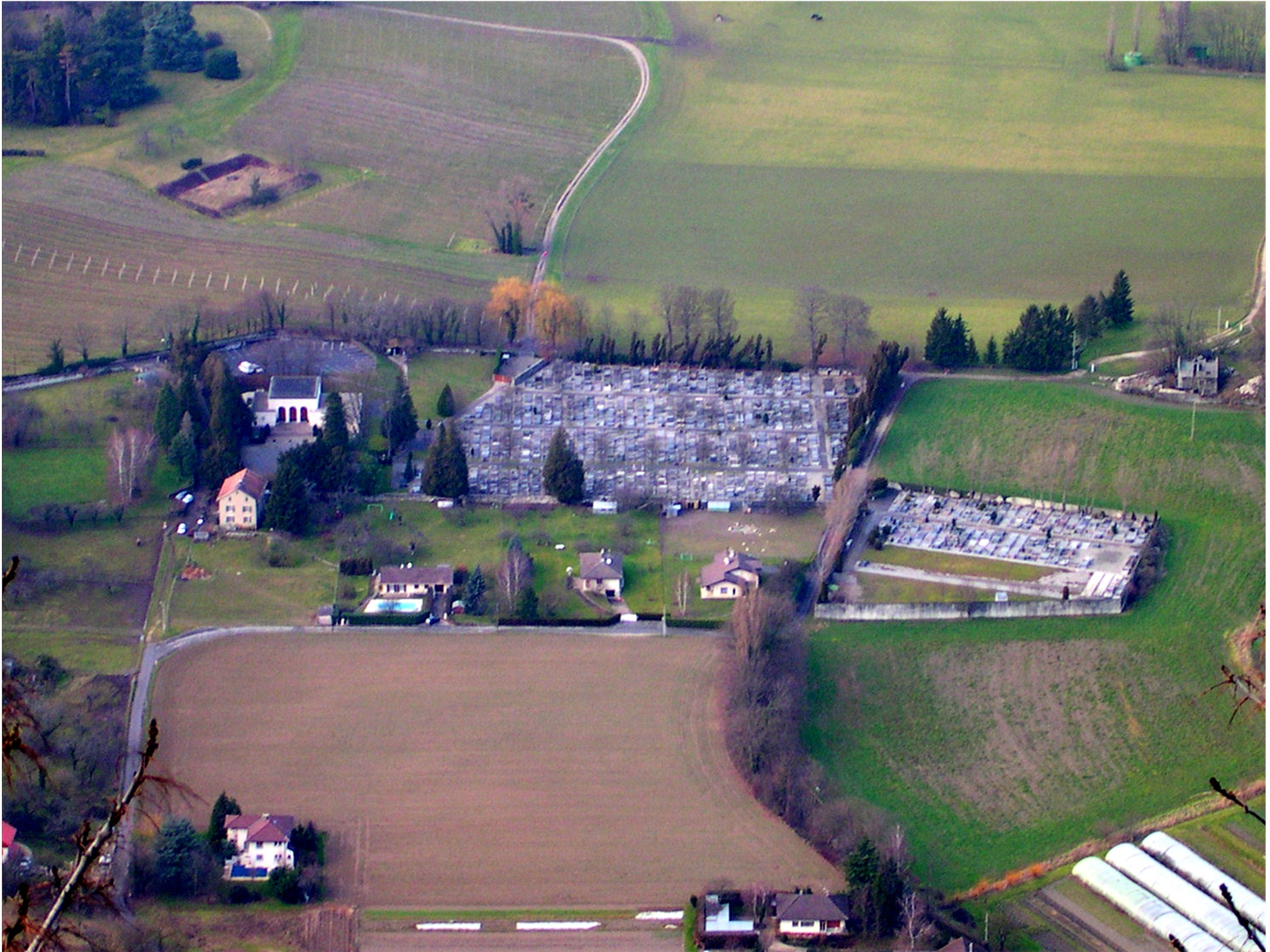
Vue aérienne du cimetière israélite de Veyrier

Le 20 septembre 1876 une nouvelle loi cantonale sur les cimetières entre en vigueur et les cimetières sont déclarés propriété communale. La loi abolit également tout différence de confessions pour les sépultures, et interdit toute création de cimetière confessionnel. les communautés confessionnelles peuvent cependant solliciter une autorisation du Conseil d'Etat pour utiliser leur cimetière. Le 6 octobre 1876, la communauté israélite de Genève obtient l'autorisation de continuer à utiliser son cimetière. Cet arrêt du Conseil d'État est toujours en vigueur de nos jours. Le cimetière devenant exigu et tout agrandissement étant interdit, la communauté israélite de Genève achète des parcelles pour fonder le cimetière israélite de Veyrier.

#### Renouveau des pratiques liturgiques
Au XIXe siècle on assiste au renouveau des pratiques liturgiques dans les rites funéraires, après une longue période où les pratiques réformées tendent à l'abolition des rites chrétiens. Parallèlement, des pressions visent à abolir les différences dans les lieux de sépultures pour les différentes confessions.

## Cimetières de la ville de Genève

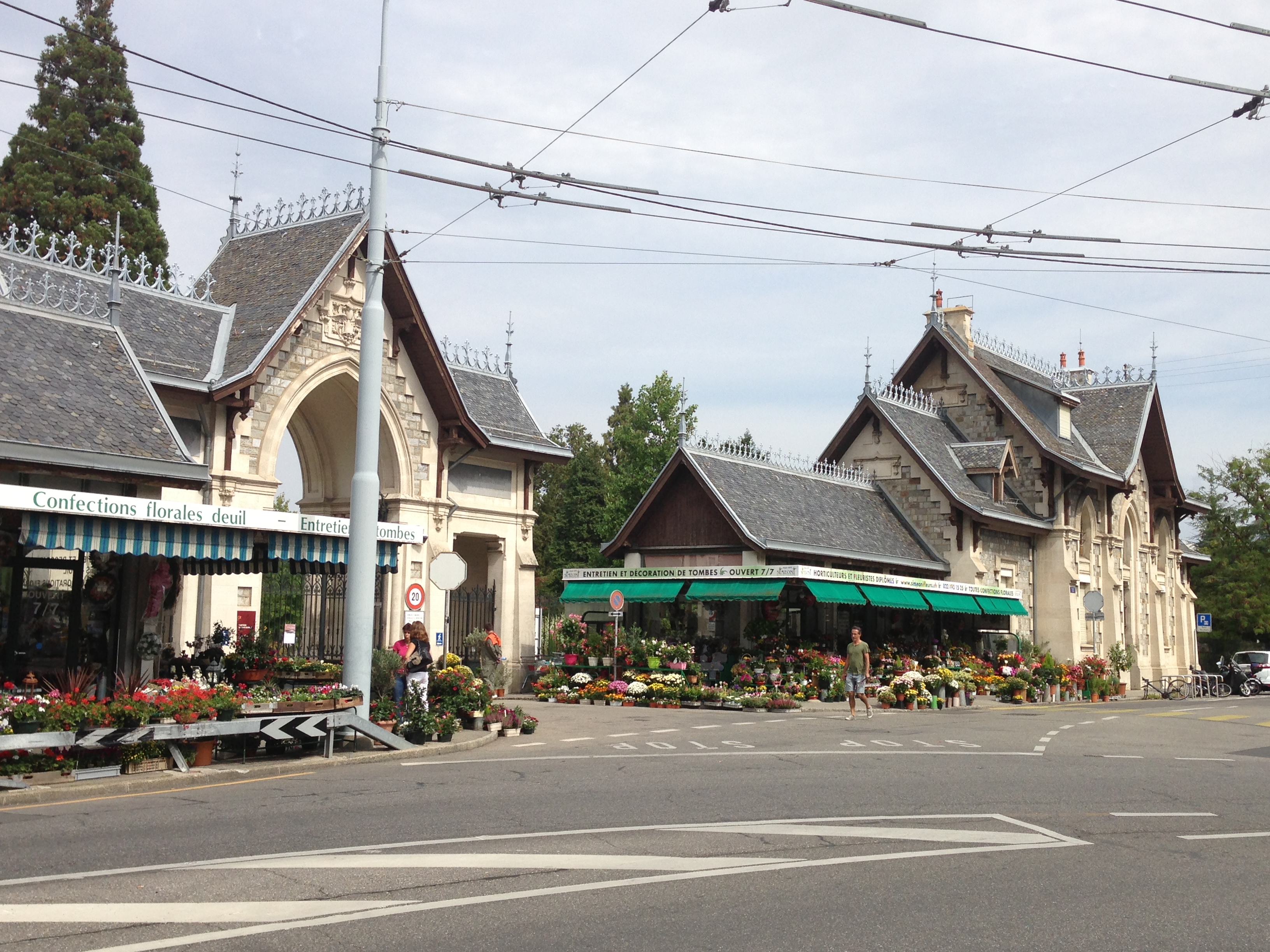
Entrée, cimetière Saint-Georges de Genève, 7 septembre 2013

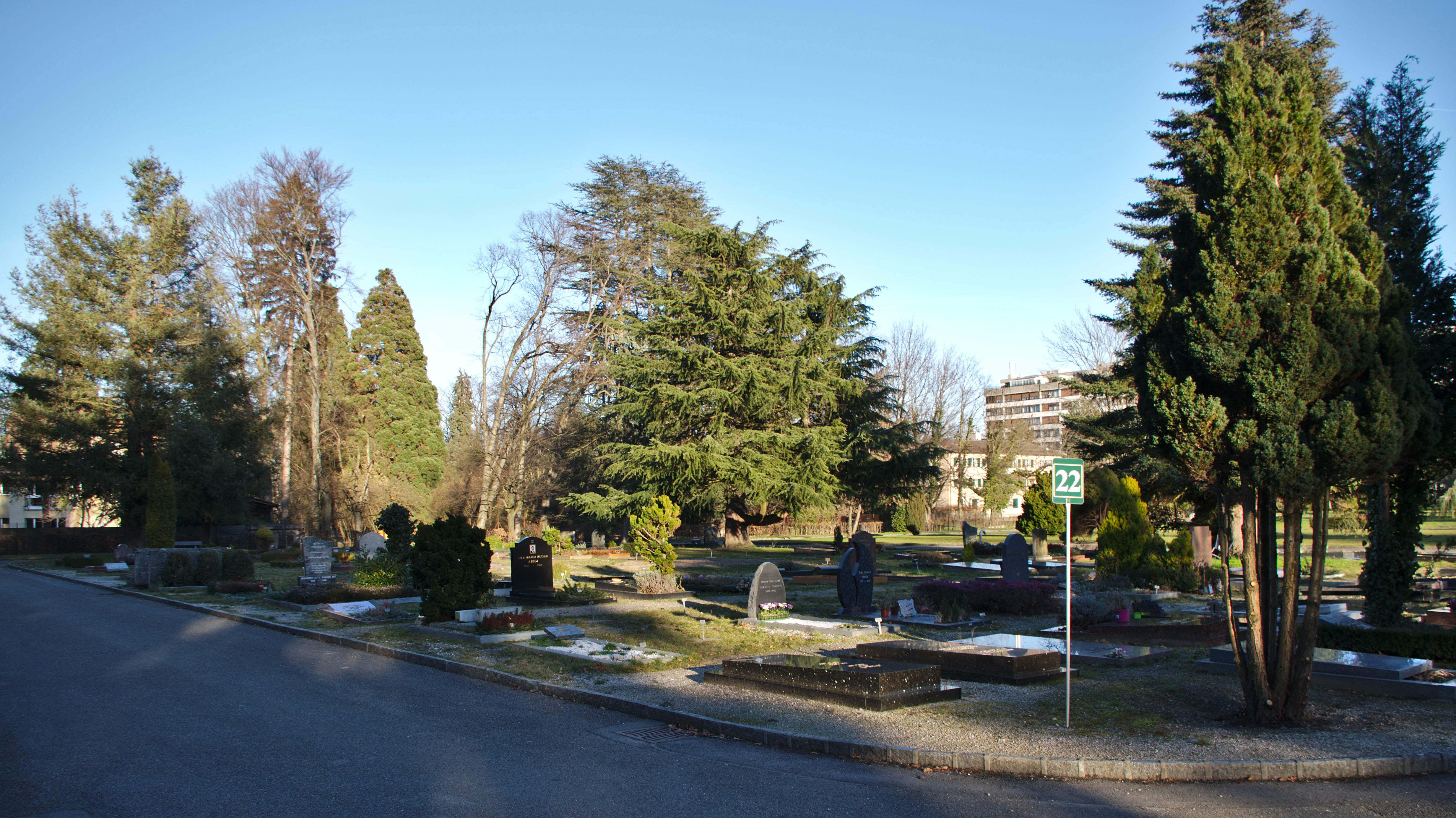
Cimetière du Petit-Saconnex - 23022014 - Genève - Carré musulman 2

La ville de Genève comprend quatre cimetières en 2005. Le cimetière Saint-Georges est créé en 1883 à la suite de négociations avec la commune de Lancy. Il dispose de  25 000 tombes, et est doté d'un centre crématoire en 1906. Le cimetière de Chatelaine est créé en 1854, et compte 6 000 tombes. Celui du Petit-Saconnex compte 9 000 tombes, et le cimetière de Plainpalais, dit cimetière des Rois, 350 tombes.

## Anniversaire des 150 ans du service en 2016
En 2016 ce service fête ses 150 années d'existence à travers l'organisation d'une exposition intitulée "Open End" au cimetière des Rois,